# Wiktoryn Stadnicki
Wiktoryn Stadnicki herbu  Szreniawa bez Krzyża  ze Żmigrodu, (ur. ok. 1630, zm. ok. 1684) – kasztelan przemyski w latach 1678–1682, kasztelan lubaczowski w 1674 roku, sędzia deputat wojewódzki bełski w konfederacji gołąbskiej.

## Życiorys
Był synem Aleksandra Stadnickigo starosty janowskiego. Działalność polityczną rozpoczął na sejmiku województwa ruskiego w Sądowej Wiszni, w lipcu 1655 wybrany został na deputata do jednej z komisji. W 1658 powołano go do sądu skarbowego dla weryfikacji zaległości podatkowych w województwie ruskim. 15 stycznia 1661 otrzymał od króla Jana Kazimierza list żelazny gwarantujący mu bezpieczeństwo nie wiadomo jednak jakie były powody wystawienia tego dokumentu. W czasie bezkrólewia po abdykacji Jana Kazimierza w 1668 pełnił funkcję sędziego kapturowego województwa bełskiego. Jako pułkownik pospolitego ruszenia tego województwa prowadził szlachtę bełską na elekcję, oddał głos na Michała Korybuta Wiśniowieckiego. 14 października 1669 mianowany został podstolim bełskim, 17 lutego 1672 kasztelanem lubaczowskim. Był elektorem Jana III Sobieskiego z województwa bełskiego w 1674 roku. W 1678 dostał kasztelanią przemyską po zmarłym Andrzeju Samuelu Stadnickim. Na sejmie grodzieńskim w 1678 wszedł do komisji do zapewnienia bezpieczeństwa na granicy węgierskiej. Brał udział w wyprawie wiedeńskiej 1683. Zmarł zapewne w 1684.

## Rodzina
Wiktoryn Stadnicki ożenił się z Teresą Tomisławską z Tomisławic herbu Prawdzic, z którą miał dwóch synów: Jana Franciszka, który był wojewodą wołyńskim i Józefa Antoniego, kasztelana lubaczowskiego. Córki Stadnickiego: Katarzyna, zamężna z Janem Sierakowskim kasztelanem bełskim, Zofia, żona Jacka Łukasza Rostworowskiego chorążego liwskiego, Anna, zamężna z Samuelem Lipskim, stolnikiem bełskim, Justyna żona Stefana Bala podkomorzego sanockiego i powtórnie Hieronima Orzechowskiego kasztelana przemyskiego, oraz Konstancja, żona Dymitra Połubińskiego. W 1680 wraz z żoną uposażył kościół katolicki pw. Świętej Trójcy w Niemirowie, którego budowę rozpoczęła matka Stadnickiego,